# Subbekasha
Subbekasha flabellifera és una espècie d'aranya araneomorfa de la subfamília dels erigonins, dins de la família Linyphiidae. És l'únic membre del gènere monotípic Subbekasha.
Es pot trobar a Saskatchewan al Canadà.
Fou descrit per primera vegada per Alfred Frank Millidge l'any 1984.